# Kunio Yagi
Kunio Yagi (jap. 八木国夫 Yagi Kunio; ur. 24 czerwca 1919 w Jokohamie, zm. 16 października 2003) – japoński biochemik.
Był dyrektorem Instytutu Biochemii uniwersytetu w Nagoi, w 1980 został członkiem PAN, a w 1993 PAU. Badał procesy oksydo-redukcyjne w komórce, strukturę i funkcję flawin i flawoprotein oraz mechanizm katalizy enzymatycznej.